# Vossloh Euro 4000
 (mars 2015).
Si vous disposez d'ouvrages ou d'articles de référence ou si vous connaissez des sites web de qualité traitant du thème abordé ici, merci de compléter l'article en donnant les références utiles à sa vérifiabilité et en les liant à la section « Notes et références ».
L'Euro 4000 est une locomotive Diesel de grande puissance produite par la société Vossloh à partir de 2006.

## Présentation
La Vossloh Euro 4000 est une locomotive diesel-électrique, avec une disposition d'essieux Co'Co'. Cette machine est construite dans l'usine de Vossloh à Valence en Espagne. Elle est actuellement la locomotive thermique la plus puissante sur le marché européen. Elle est équipée d'un moteur bi-turbo de seize cylindres en V (16-710 G3C-U), conçu par EMD (Electro-motive) qui développe environ 4 250 ch tout en conservant une consommation réduite de carburant. Ce moteur est couplé à une génératrice AR11 lui permettant d'obtenir de ses six moteurs de tractions un effort de 400 kN.
L'Euro 4000 existe en deux versions :
- une destinée aux trains de marchandises, apte à 120 km/h avec un effort de traction maximal de 400 kN et un réservoir de carburant de 7 000 l ;
- une autre pour trains de voyageurs, apte à 160 km/h avec un effort de traction maximal de 325 kN et un réservoir de carburant de 6 000 l.

Sa grande modularité (écartement, systèmes de sécurité, de signalisation, etc.), lui permet d'être adaptée facilement aux différents réseaux sur lesquels elle est susceptible de rouler. Elle est par exemple déjà préparée à l'intégration future de l'ETCS.
En 2016, l'usine où elle est produite, ainsi que le projet Euro, sont vendus à Stadler.
En 2021, Stadler Rail (Espagne) livre une nouvelle version plus performante : la 4001.

## Commandes
Plus d'une centaine d'unités ont été commandées.
| Client                | Pays           | Nombre | Livraison   |
| --------------------- | -------------- | ------ | ----------- |
| Angel Trains          | Royaume-Uni    | 24     | 2006        |
| COMSA (en)            | Espagne        | 2      | 2006        |
| Continental Rail (es) | Espagne        | 4      | 2007        |
| Beacon Rail           | Royaume-Uni    | 16     | 2007-2012   |
| Takargo Rail (en)     | Portugal       | 7      | 2007-2008   |
| Ferrovial-Agroman     | Espagne        | 1      | 2009        |
| Railcare              | Suède          | 2      | 2009        |
| Ferrovial             | Espagne        | 1      | 2010        |
| ISR                   | Israël         | 14     | 2011-2012   |
| Europorte France      | France         | 32     | 2011-2014   |
| ETF services          | France         | 2      | 2014        |
| Swifambo Rail         | Afrique du Sud | 20     | 2013        |
| Captrain France       | France         | 17     | 2013 - 2017 |

## Parc français
| Engin | Date de mise en service | Date de radiation                                              | Propriétaire                                              | Livrée    | Dépôt        | Baptême (date)       | Ref.   |
| ----- | ----------------------- | -------------------------------------------------------------- | --------------------------------------------------------- | --------- | ------------ | -------------------- | ------ |
| 4001  | 14 décembre 2010        | /                                                              | Beacon Rail (en)                                          | Europorte | Erion / Gray |                      | [ 6 ]  |
| 4002  | 14 décembre 2010        | /                                                              | Beacon Rail (en)                                          | Europorte | Erion / Gray |                      | [ 6 ]  |
| 4003  | 27 janvier 2011         | /                                                              | Beacon Rail (en)                                          | Europorte | Erion / Gray |                      | [ 6 ]  |
| 4004  | 27 janvier 2011         | /                                                              | Beacon Rail (en)                                          | Europorte | Erion / Gray |                      | [ 6 ]  |
| 4005  | 31 mai 2011             | /                                                              | Europorte                                                 | Europorte | Erion / Gray |                      | [ 7 ]  |
| 4006  | 31 mai 2011             | Accidentée le 16 juin 2021(remise en circulation en Août 2023) | Europorte                                                 | Europorte | Erion / Gray | Alésia (6 juin 2011) | [ 7 ]  |
| 4007  | 11 juin 2012            | /                                                              | Europorte                                                 | Europorte | Erion / Gray |                      | [ 7 ]  |
| 4008  | 15 juin 2012            | /                                                              | Europorte                                                 | Europorte | Erion / Gray |                      | [ 7 ]  |
| 4009  | 19 juillet 2012         | /                                                              | Beacon Rail (en) (depuis 2014)                            | Europorte | Erion / Gray |                      | [ 9 ]  |
| 4010  | 27 juillet 2012         | /                                                              | Beacon Rail (en) (depuis 2014)                            | Europorte | Erion / Gray |                      | [ 10 ] |
| 4011  | 27 juillet 2012         | /                                                              | Beacon Rail (en) (depuis 2014)                            | Europorte | Erion / Gray |                      | [ 11 ] |
| 4012  | 11 octobre 2012         | /                                                              | Beacon Rail (en) (depuis 2014)                            | Europorte | Erion / Gray |                      | [ 12 ] |
| 4013  | 1er novembre 2012       | /                                                              | Beacon Rail (en) (depuis 2013)                            | Europorte | Erion / Gray |                      | [ 13 ] |
| 4014  | 1er novembre 2012       | /                                                              | Beacon Rail (en) (depuis 2013)                            | Europorte | Erion / Gray |                      | [ 14 ] |
| 4015  | 28 décembre 2012        | /                                                              | Beacon Rail (en) (depuis 2013)                            | Europorte | Erion / Gray |                      | [ 15 ] |
| 4016  | 20 décembre 2012        | /                                                              | Beacon Rail (en) (depuis 2013)                            | Europorte | Erion / Gray |                      | [ 16 ] |
| 4017  | Janvier 2013            | /                                                              | Beacon Rail (en)                                          | VFLI      | Erion        |                      | [ 6 ]  |
| 4018  | Janvier 2013            | /                                                              | Beacon Rail (en)                                          | VFLI      | Erion        |                      | [ 6 ]  |
| 4019  | Février 2013            | /                                                              | Beacon Rail (en)                                          | VFLI      | Erion        |                      | [ 6 ]  |
| 4020  | Juin 2013               | /                                                              | Beacon Rail (en)                                          | VFLI      | Erion        |                      | [ 6 ]  |
| 4021  | Juin 2013               | /                                                              | Beacon Rail (en)                                          | VFLI      | Erion        |                      | [ 6 ]  |
| 4022  | 17 juillet 2013         | /                                                              | Beacon Rail (en)                                          | VFLI      | Erion        |                      | [ 6 ]  |
| 4023  | 31 mai 2013             | /                                                              | Beacon Rail (en)                                          | Europorte | Erion / Gray |                      | [ 6 ]  |
| 4024  | 31 mai 2013             | /                                                              | Beacon Rail (en)                                          | Europorte | Erion / Gray |                      | [ 6 ]  |
| 4025  | 31 mai 2013             | /                                                              | Beacon Rail (en)                                          | Europorte | Erion / Gray |                      | [ 6 ]  |
| 4026  | 2013                    | /                                                              | Beacon Rail (en)                                          | Europorte | Erion / Gray |                      | [ 6 ]  |
| 4027  | Janvier 2015            | /                                                              | Captrain France (2015-2024), MILLET SAS (2024-maintenant) | Nez rouge | St-varent    |                      | [ 17 ] |
| 4028  | Janvier 2015            | /                                                              | Captrain France (2015-2024), MILLET SAS (2024-maintenant) | Nez vert  | St-varent    |                      | [ 18 ] |
| 4029  | 2014                    | /                                                              | ETF                                                       | ETF       | STF Masteris |                      | [ 19 ] |
| 4030  | 2014                    | /                                                              | ETF (2014-2023) Europorte (2023-maintenant)               | ETF       | STF Masteris |                      | [ 20 ] |
| 4031  | 2014                    | /                                                              | Beacon Rail (en)                                          | Europorte | Erion / Gray |                      | [ 6 ]  |
| 4032  | 2014                    | /                                                              | Beacon Rail (en)                                          | Europorte | Erion / Gray |                      | [ 6 ]  |
| 4033  | 2014                    | /                                                              | Beacon Rail (en)                                          | Europorte | Erion / Gray |                      | [ 6 ]  |
| 4034  | 2014                    | /                                                              | Beacon Rail (en)                                          | Europorte | Erion / Gray |                      | [ 6 ]  |
| 4035  | 2015                    | /                                                              | Europorte                                                 | Europorte | Erion / Gray |                      | [ 7 ]  |
| 4036  | 2015                    | /                                                              | Europorte                                                 | Europorte | Erion / Gray |                      | [ 7 ]  |
| 4037  | 2015                    | /                                                              | Europorte                                                 | Europorte | Erion / Gray |                      | [ 7 ]  |
| 4038  | 2015                    | /                                                              | Europorte                                                 | Europorte | Erion / Gray |                      | [ 7 ]  |
| 4039  | livraison 2016          | /                                                              | Europorte                                                 | Europorte | Erion / Gray |                      | [ 7 ]  |
| 4040  | livraison 2016          | /                                                              | Europorte                                                 | Europorte | Erion / Gray |                      | [ 7 ]  |
| 4041  | livraison 2016          | /                                                              | Europorte                                                 | Europorte | Erion / Gray |                      | [ 7 ]  |
| 4042  | livraison 2016          | /                                                              | Europorte                                                 | Europorte | Erion / Gray |                      | [ 7 ]  |
| 4043  | livraison 2016          | /                                                              | Beacon Rail (en)                                          | VFLI      | Erion        |                      | [ 6 ]  |
| 4044  | livraison 2016          | /                                                              | Beacon Rail (en)                                          | VFLI      | Erion        |                      | [ 6 ]  |
| 4045  | livraison 2016          | /                                                              | Beacon Rail (en)                                          | VFLI      | Erion        |                      | [ 6 ]  |
| 4046  | livraison 2016          | /                                                              | Beacon Rail (en)                                          | VFLI      | Erion        |                      | [ 6 ]  |
| 4047  | livraison 2016          | /                                                              | Beacon Rail (en)                                          | VFLI      | Erion        |                      | [ 6 ]  |
| 4048  | livraison 2016          | /                                                              | Beacon Rail (en)                                          | VFLI      | Erion        |                      | [ 6 ]  |
| 4049  | 2016                    | /                                                              | Beacon Rail (en)                                          | VFLI      | Erion        |                      | [ 21 ] |
| 4050  | 2017                    | /                                                              | Captrain                                                  | VFLI      | Erion        |                      | [ 21 ] |
| 4051  | 2017                    | /                                                              | Captrain                                                  | VFLI      | Erion        |                      | [ 21 ] |
| 4052  | 2017                    | /                                                              | Captrain                                                  | VFLI      | Erion        |                      | [ 21 ] |
| 4053  | 2017                    | /                                                              | Captrain                                                  | VFLI      | Erion        |                      | [ 21 ] |

- Les Euro 4027 et 4028 ont participé au projet Marathon train de 1 500 m le 12 avril 2014 entre Sibelin et Nîmes. Elles avaient été peintes en blanc avec un logo « Projet Marathon » aux extrémités. Elles ont été repeintes aux couleurs de VFLI.

## Galerie de photographies

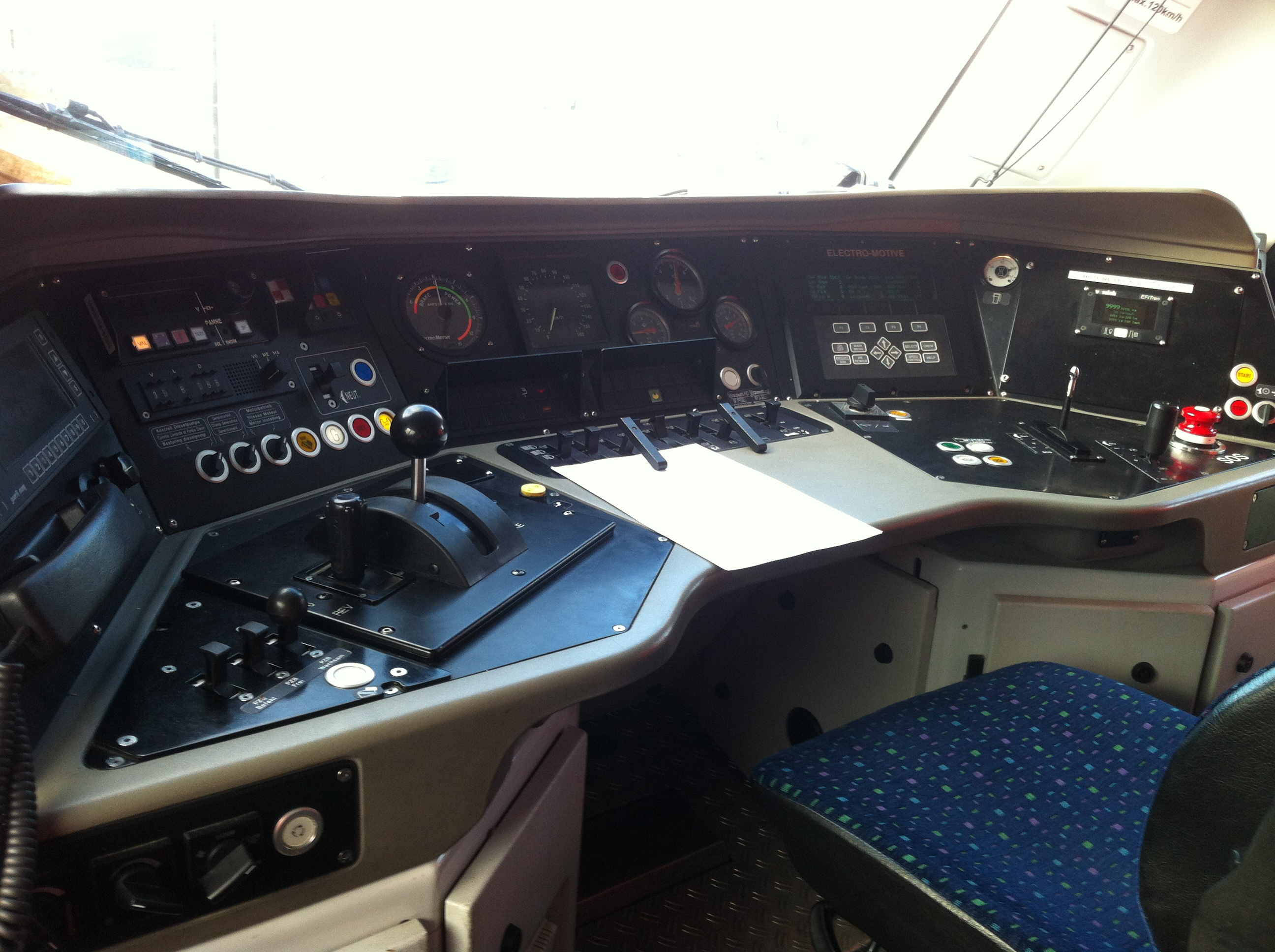
Pupitre d'une Euro 4000.
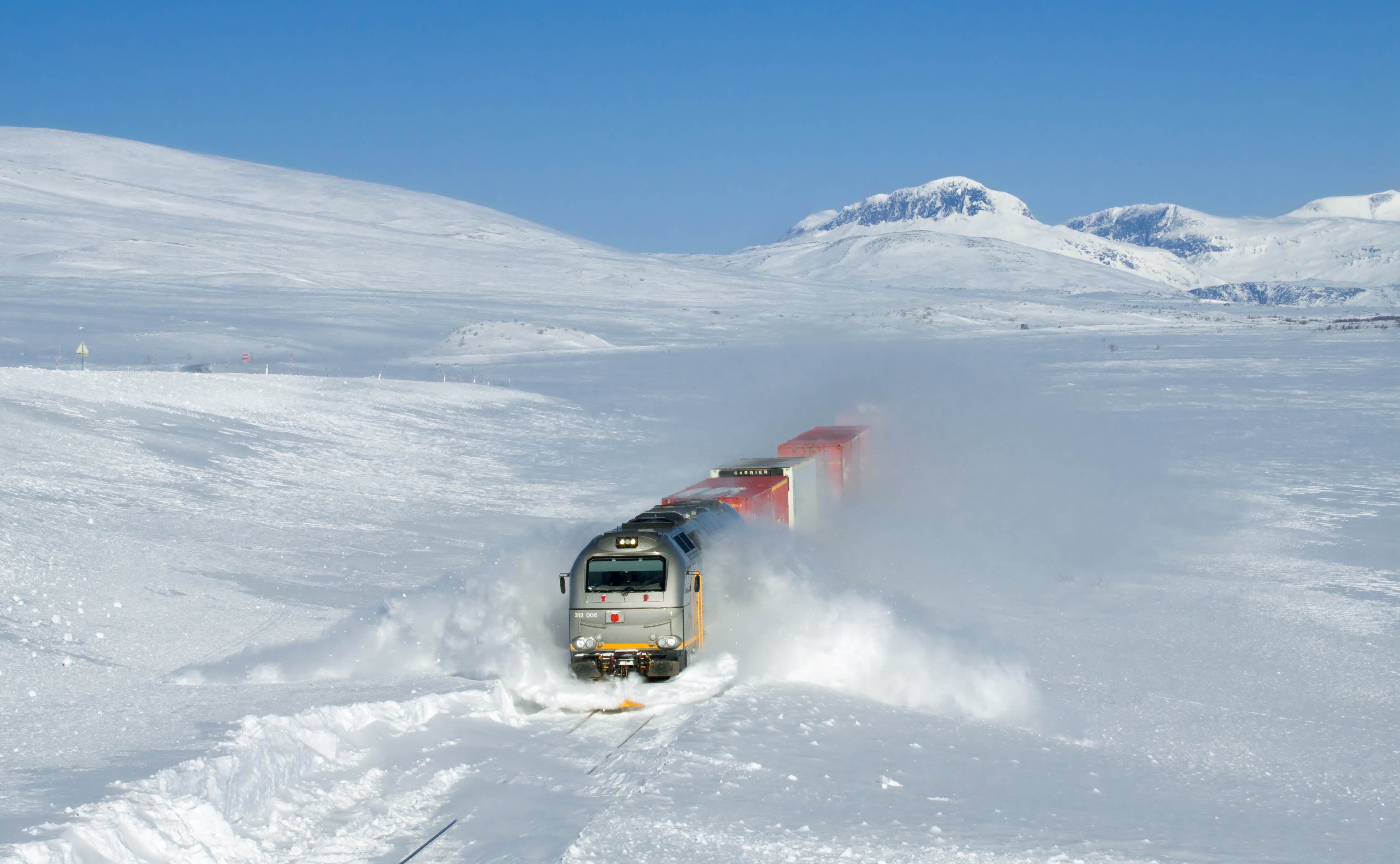
Euro 4000 Cargo Net no 312.006 en Norvège.
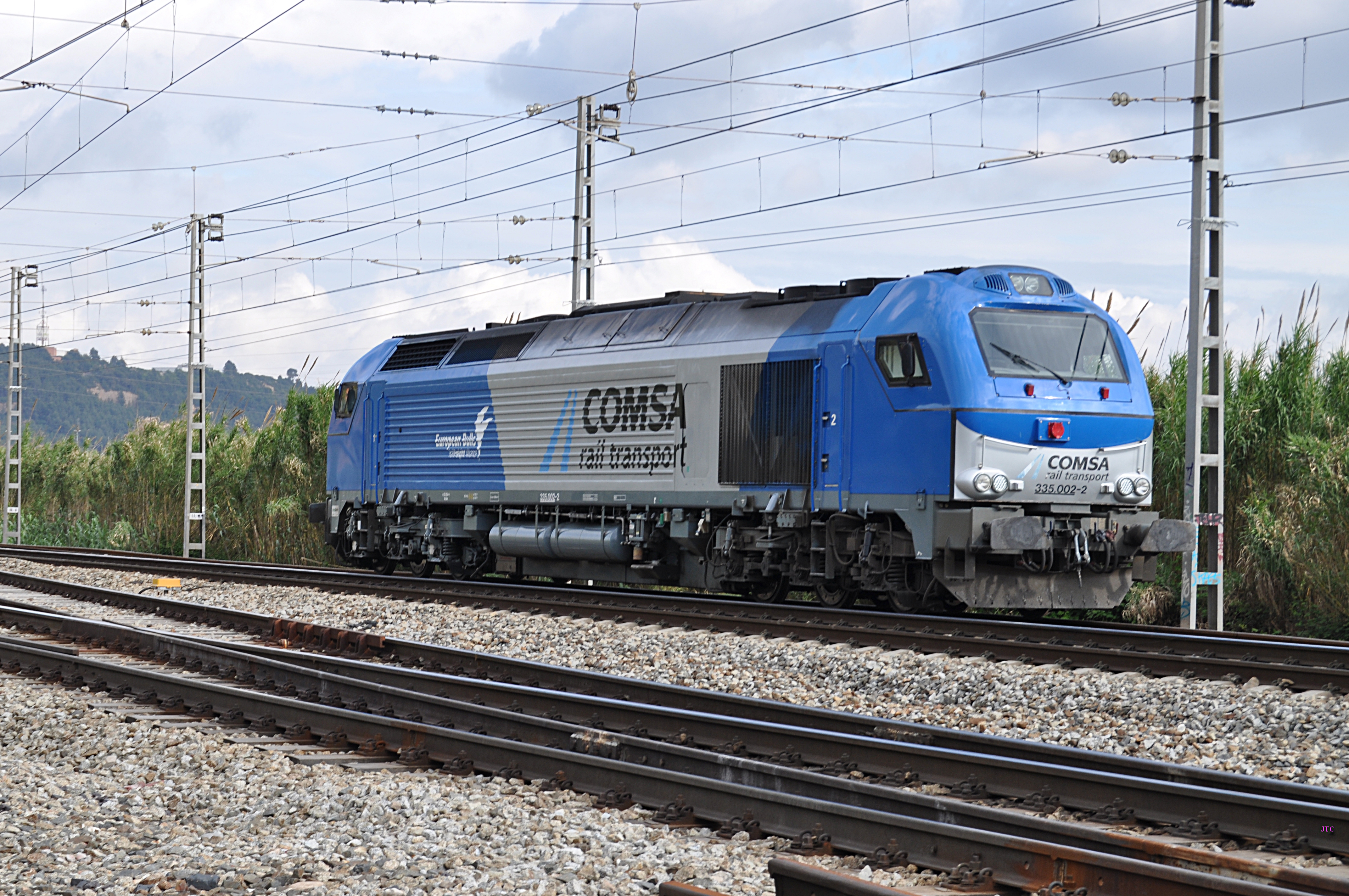
Euro 4000 Comsa no 335.002 à Castellbisbal (Espagne).
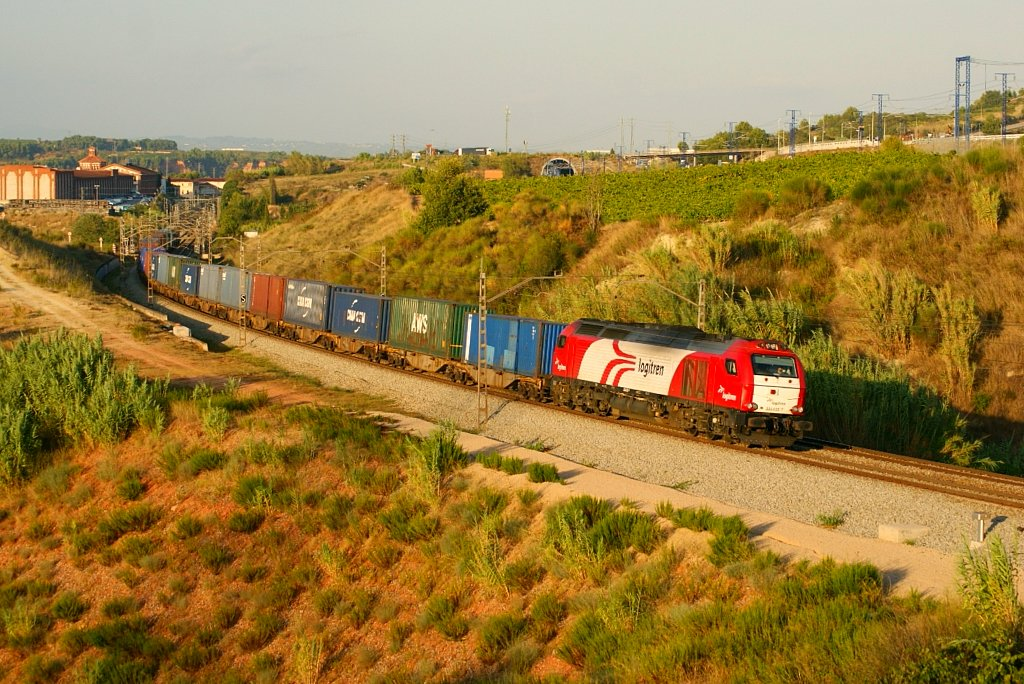
Euro 4000 no 335.028 Logitren à Sant Sadurní d'Anoia (Espagne).
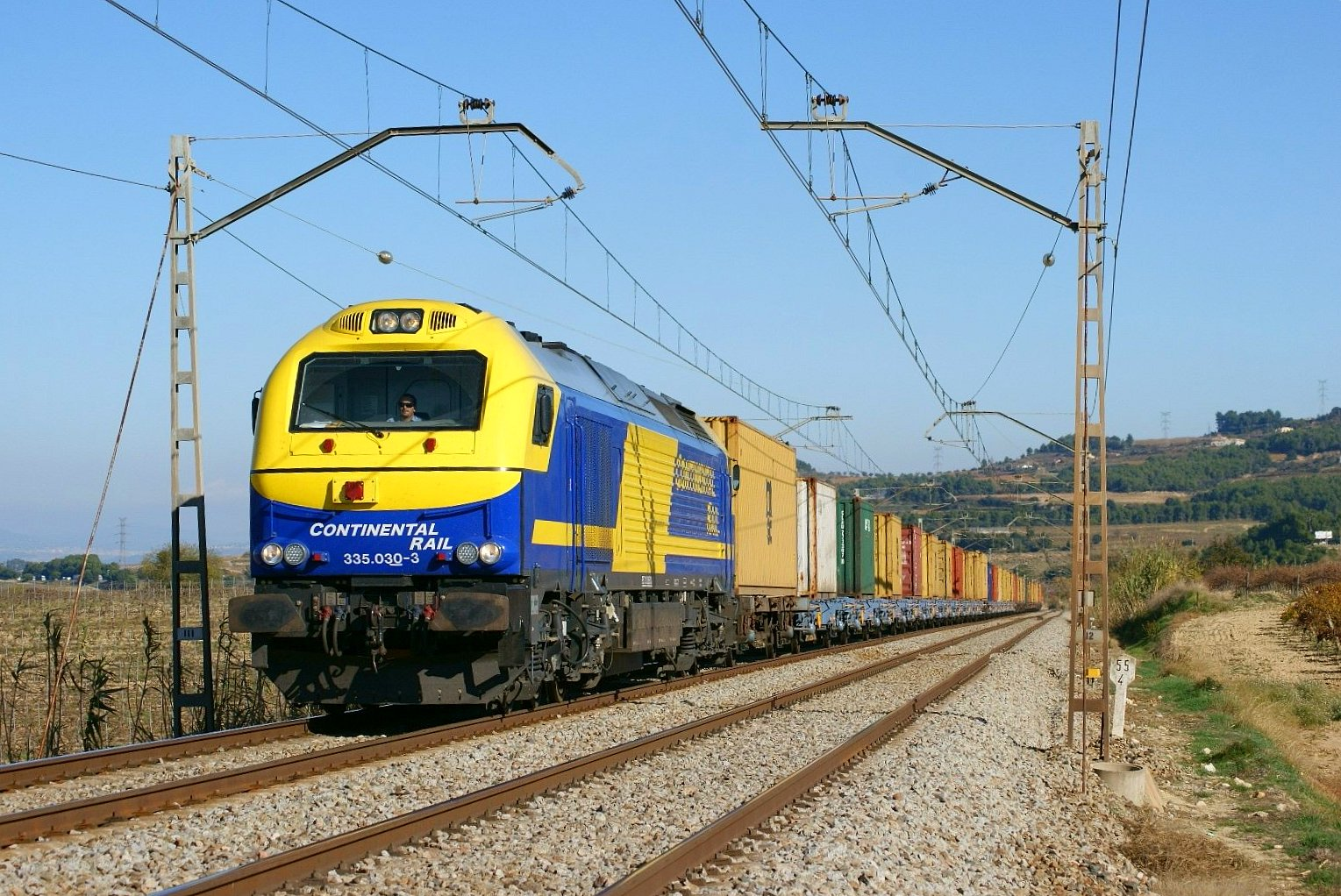
Euro 4000 no 335.030 Continental Rail à Lavern (Subirats, Espagne).
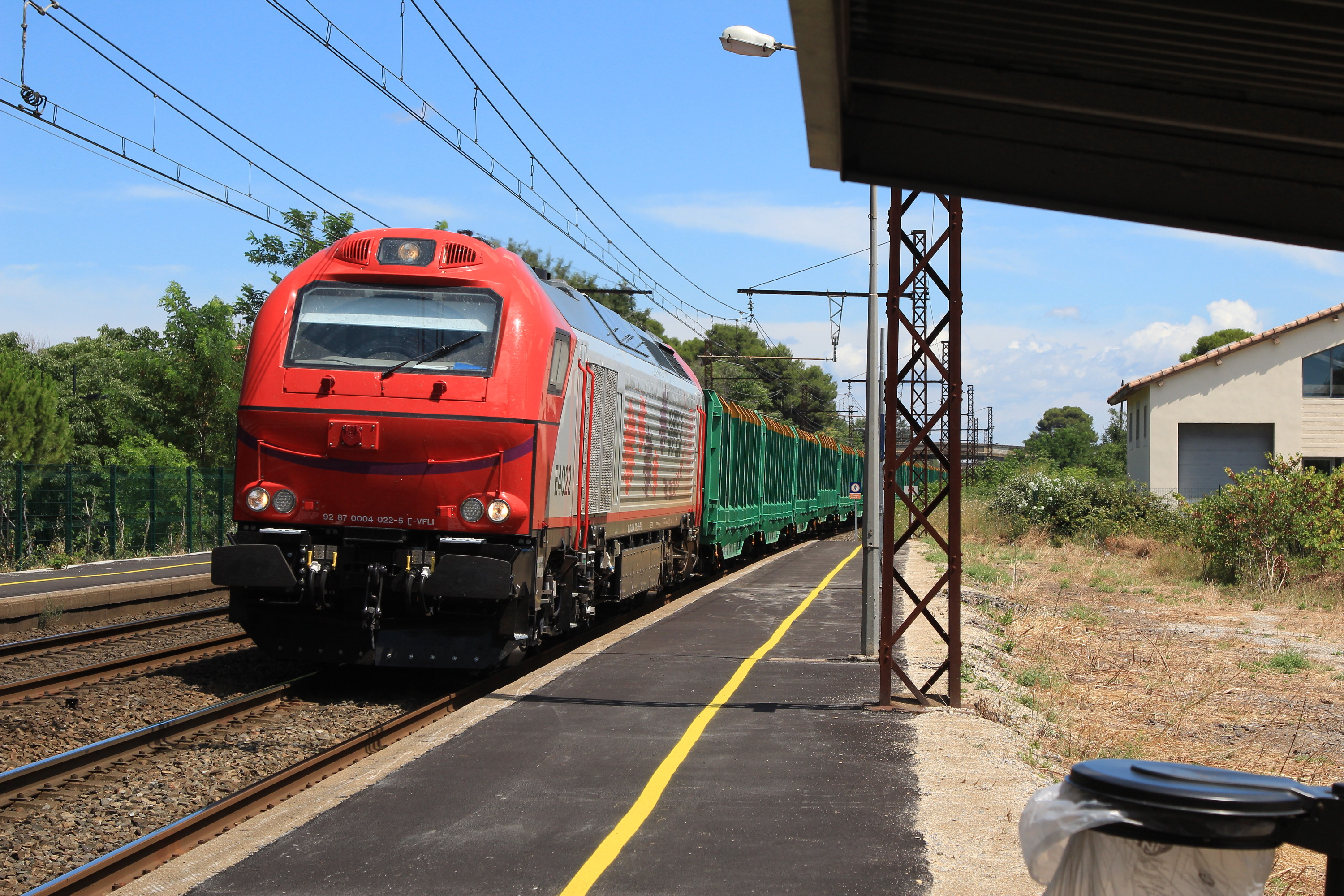
Euro 4000 no 4022 à Gallargues (France).

## Modélisme
Cette locomotive a été modélisée par la société portugaise  SudExpress. Six modèles de six livrées différentes ont été produits.

## Évolutions
À la suite de la mise en application de la norme anti-pollution Euro IIIB, l'Euro 4000 arrive en fin de cycle de production, son moteur EMD 16-710 G3C-U2 étant trop polluant. Une nouvelle version est lancée en 2021, par Stadler Rail, la 4001.
En 2018, Stadler a lancé la plate-forme Euro Dual, évolution du projet Euro. 3 types de locomotives composent cette famille:
- L'Euro Dual, locomotive bi-mode, bi-courant (1,5kV DC, 25kV AC), disposant d'une puissance de 6,15MW en traction électrique, 2,8MW en traction thermique. Le prototype Euro Dual type 1 a été mis en service commercial en France en 2019 par VFLI;
- L'Euro 4001, déclinaison entièrement thermique de la plate forme Euro Dual. Cette machine embarque un moteur Caterpillar C175-16 conforme à la norme Euro IIIB. En France, la première Euro 4001 sera exploité par la société VFLI.
- L'Euro 6000, déclinaison entièrement électrique de la plate-forme Euro Dual d'une puissance de 6MW;